# Enrique Borwin III
Enrique Borwin III, señor de Rostock (h. 1220 - 1 de agosto de 1278) fue un miembro de la Casa de Mecklemburgo. Gobernó el señorío de Rostock junto con sus hermanos desde 1226 hasta 1234, luego gobernó en solitario hasta su muerte.
Fue el segundo hijo de Enrique II Borwin, quien se convirtió en señor de Rostock en 1225. Puesto que Enrique Borwin III fue aún un menor cuando su padre murió en 1226, su hermano Nicolás I actuó como regente hasta 1234.  Durant este período, Mecklemburgo de nuevo se convirtió en un feudo del ducado de Sajonia. En 1234, los hermanos dividieron Mecklemburgo entre ellos mismos; Enrique Borwin III recibió el señorío de Rostock.
Enrique Borwin III entró en conflicto con las emergentes ciudades hanseáticas de Rostock y Wismar.  También emprendió la guerra con sus hermanos. Después del derrocamiento de Pribislao I, Enrique Borwin ganó control de una parte de Parchim-Richenberg.
Durante una guerra contra Pomerania, conquistó Circipania, incluyendo las ciudades de Gnoien y Kalen, en 1236.  Ayudó a Dinamarca en la guerra contra Holstein.
Enrique Borwin III murió en 1278 y fue enterrado en Doberan.

## Matrimonio y descendencia
En 1237, se casó con Sofía de Suecia (m. antes del 24 de junio de 1241), la hija del rey Erico X de Suecia. Tuvieron cuatro hijos:
- Juan (m. antes del 27 de octubre de 1266), co-regente con su padre desde 1262
- Valdemar, señor de Rostock (1278-1282)
- Enrique, murió joven
- Erico, también murió joven